# Aster satsumensis
Aster satsumensis là một loài thực vật có hoa trong họ Cúc. Loài này được Soejima mô tả khoa học đầu tiên năm 1993.